# Здание Русско-Азиатского банка (Иркутск)
Здание Русско-Азиатского банка (ныне Поликлиника № 2) — историческая постройка начала XX века, расположенная в центре Иркутска на углу улиц Карла Маркса и Ленина.

## История
Закладка здания состоялась 16 (29) мая 1910 года. Строилось оно по распоряжению Русско-Китайского банка, собрание акционеров которого и Северного банка на тот момент приняло решение о слиянии с целью образования нового банка — Русско-Азиатского (официально был образован 14 (27) июня 1910 года). Проект здания составил архитектор В. И. Коляновский. В 1912 году строительные работы были полностью завершены.
В 1914 году в нём проходило совещание по вопросам освоения Северного морского пути, где присутствовали представители органов управления Сибири и заинтересованных финансовых и торговых кругов.
После Октябрьской революции Русско-Азиатский банк был ликвидирован на территории РСФСР декретом ВЦИК от 14 (27) декабря 1917 года. Иркутское его отделение было закрыто.
Во время боёв, проходивших в Иркутске в декабре 1917 года, здание незначительно пострадало. В 1918 году в нём размещался Губернский военно-революционный комитет (ВРК).
После взятия Иркутска белыми Русско-Азиатский банк возобновляет своё функционирование 5 августа 1918 года.
В 1919 году в нём был разработан план организации экспедиции к устью Лены, с дальнейшей целью поставить порт, откуда планировалось доставлять грузы в Сибирь по морю.
С 1 декабря 1919 здание являлось резиденцией Совета Министров Российского Правительства, которое было низложено в январе 1920 года, затем в том же месяце нём располагался Политцентр.
7 марта 1920 года бывший председатель Иркутского ВРК А. А. Ширямов с балкона здания приветствовал вступившую в Иркутск 5-ю армию Восточного фронта РККА. В 1920-х в нём находились губревком и губисполком. А с 1930 года и до настоящего времени здание используется под поликлинику.

## Стиль и архитектура
Естественно, что для крупного динамично развивающегося банка требовалось не просто репрезентативная и солидная постройка, свидетельствующая о его надёжности и стабильности, но и нечто неординарное. Всем этим условиям соответствовал проект Коляновского. Непривычные абрисы куполов, усложнённость объёма, подчёркнутая асимметрия, строгий изысканный декор — всё это выгодно выделяло здание в застройке города. Неслучайным был и выбор участка — в самом центре на пересечении двух улиц.
Асимметричное двухэтажное здание со сложной объëмно-пространственной структурой как бы скомпоновано из нескольких соподчинённых объёмов, обстраивающих южную конечность узкого квартала. Общая композиция, тонко сочетающая общую асимметрию со строгой симметрией каждого из объёмов, мастерски уравновешенна и воспринимается одновременно и живописной и статичной.
В общем объёме выделяются более высокие угловые башни, увенчанные разными по форме куполами. При этом особо акцентирована башня, выходящая на перекрёсток улиц, — именно здесь сосредоточен более пышный декор и использованы более сложные формы. И это неслучайно: на первом этаже находятся парадные входы, на втором — один из залов. Также активно выделен объём по улице Карла Маркса, на верхнем этаже которого первоначально располагался главный операционно-кассовый зал.

### Архитектурные элементы
Как известно, в начале XX века стиль модерн активно использует элементы различных неостилей (древнерусского, готики, классицизма). Так и в данном случае, в декоративном оформлении фасадов и интерьеров использованы мотивы и элементы из арсенала неоклассики: характер оформления оконных проёмов, абрис аттиковых завершений, рисунок металлических решёток балконов и ограждения кровли, лепные элементы в виде переплетённых лавровых венков, пояса иоников и др.
Помимо декоративных целей, некоторые элементы несут и символический смысл. Например, наличники 1 этажа главного фасада украшены замковыми камнями с накладными кадуцеями (кадуцей — геральдический жезл, обвитый змеями, — атрибут бога торговли Гермеса). Лепные рога изобилия указывают на богатство и процветание. Медузы Горгоны — чудовища с женским лицом и шевелящимися змеями вместо волос, помещëнные в обрамление овальных проёмов угловой башни, призваны охранять капиталы (само имя означало покровительница, хранительница). А миловидные девичьи лица над парадными входами приглашали вовнутрь.
В декорации также использованы редкие для Иркутска круглые скульптуры. Сейчас на фасаде по ул. К. Маркса, по обеим сторонам от медальона с рельефным изображением профиля императрицы Екатерины II установлены две одинаковые зеркально отраженные скульптуры со скипетрами и державами — символами монаршей власти. Но эти скульптуры появились в 1980-х годах, и они в свою очередь сменили фигуры «Медицины» и «Гигиены», установленные в 1952 году и отражавшие функцию здания в тот период. А первоначально скульптуры изображали бога торговли Гермеса (в римской версии Меркурия) и богиню правосудия Фемиду, что вполне соответствовало банковской тематике.

### Интерьер
Оформление интерьеров также выдержано в общей стилистике. Наиболее пышно украшены пятигранный вестибюль и главный зал на втором этаже, ныне регистратура.

## Галерея

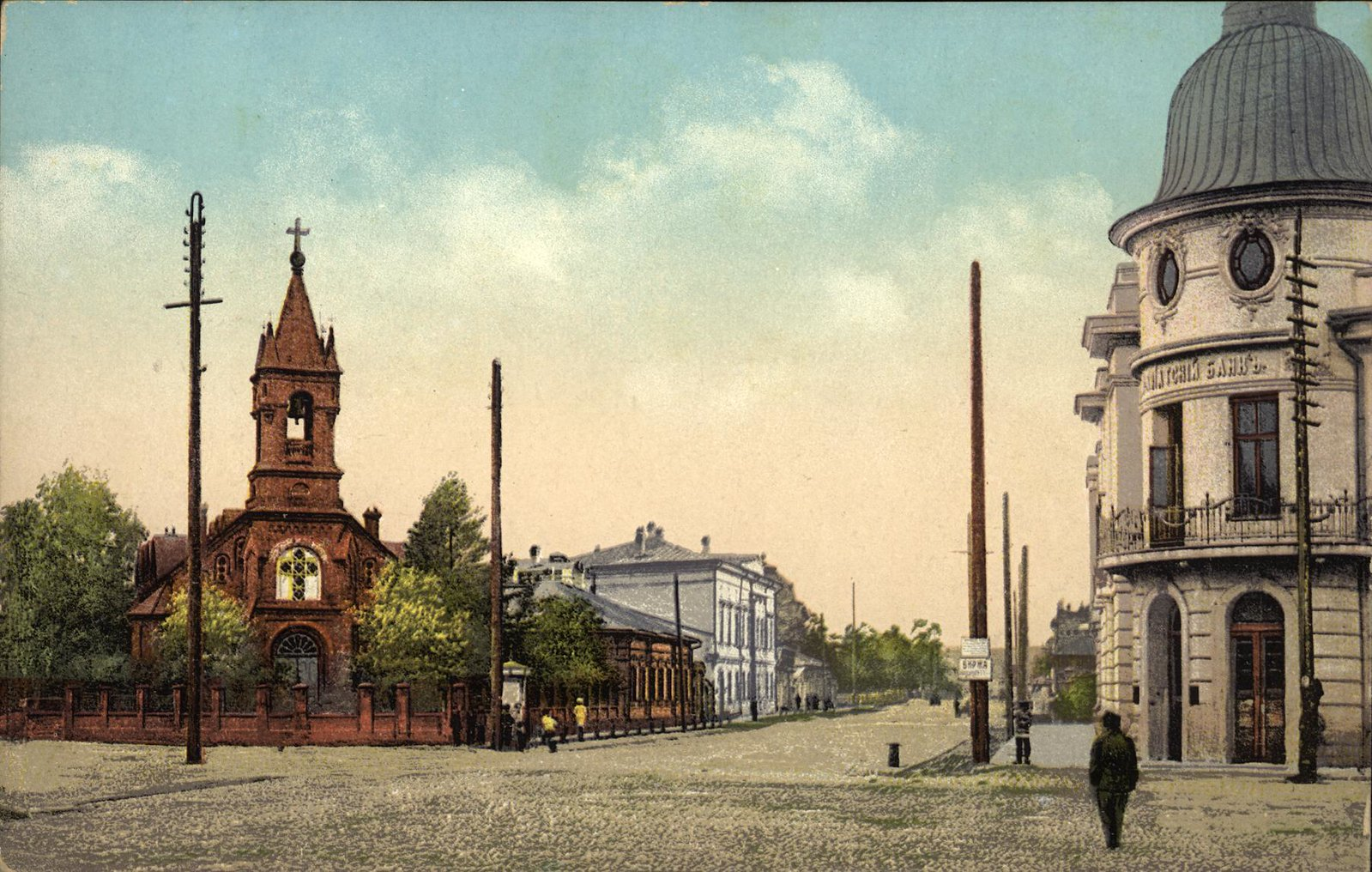
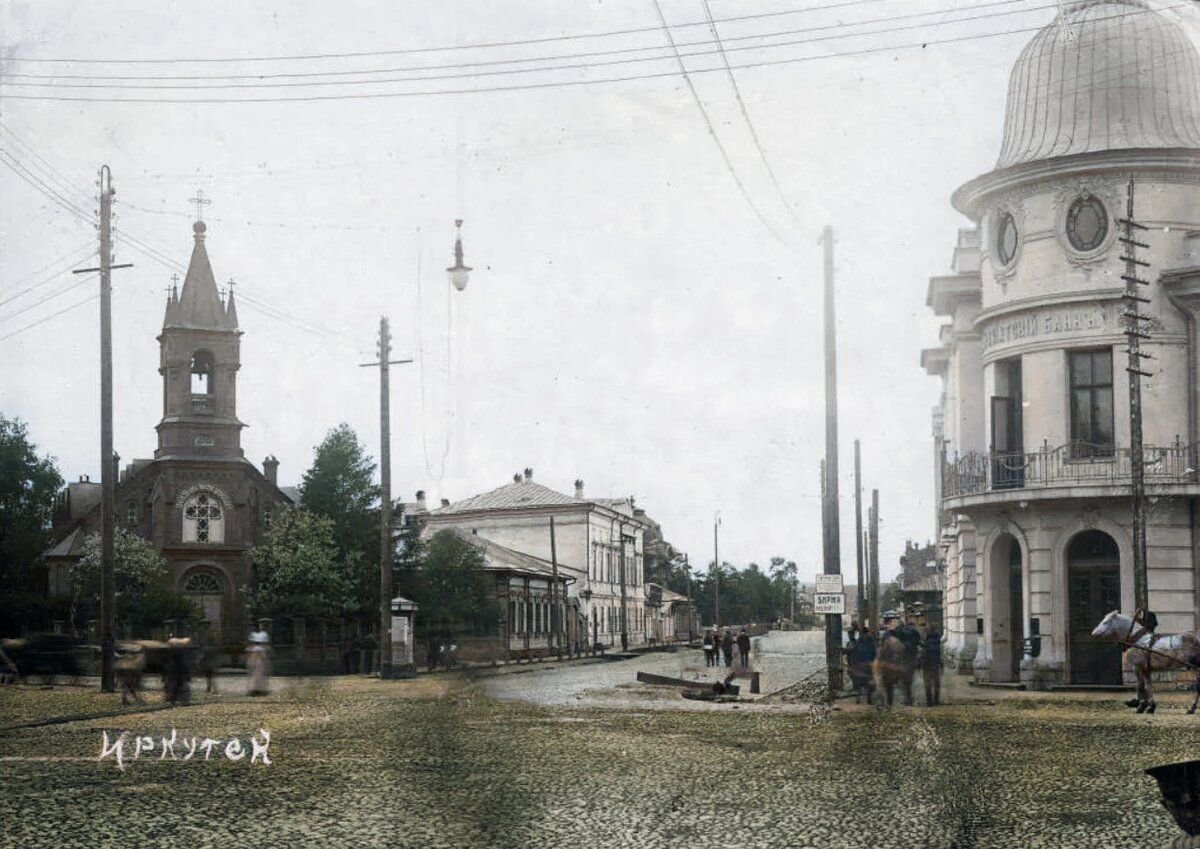
Вознесенская кирха (слева)
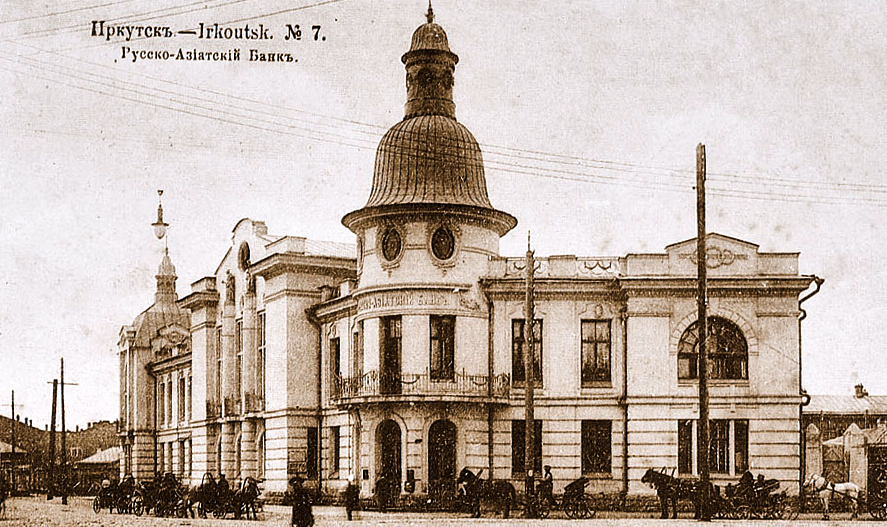
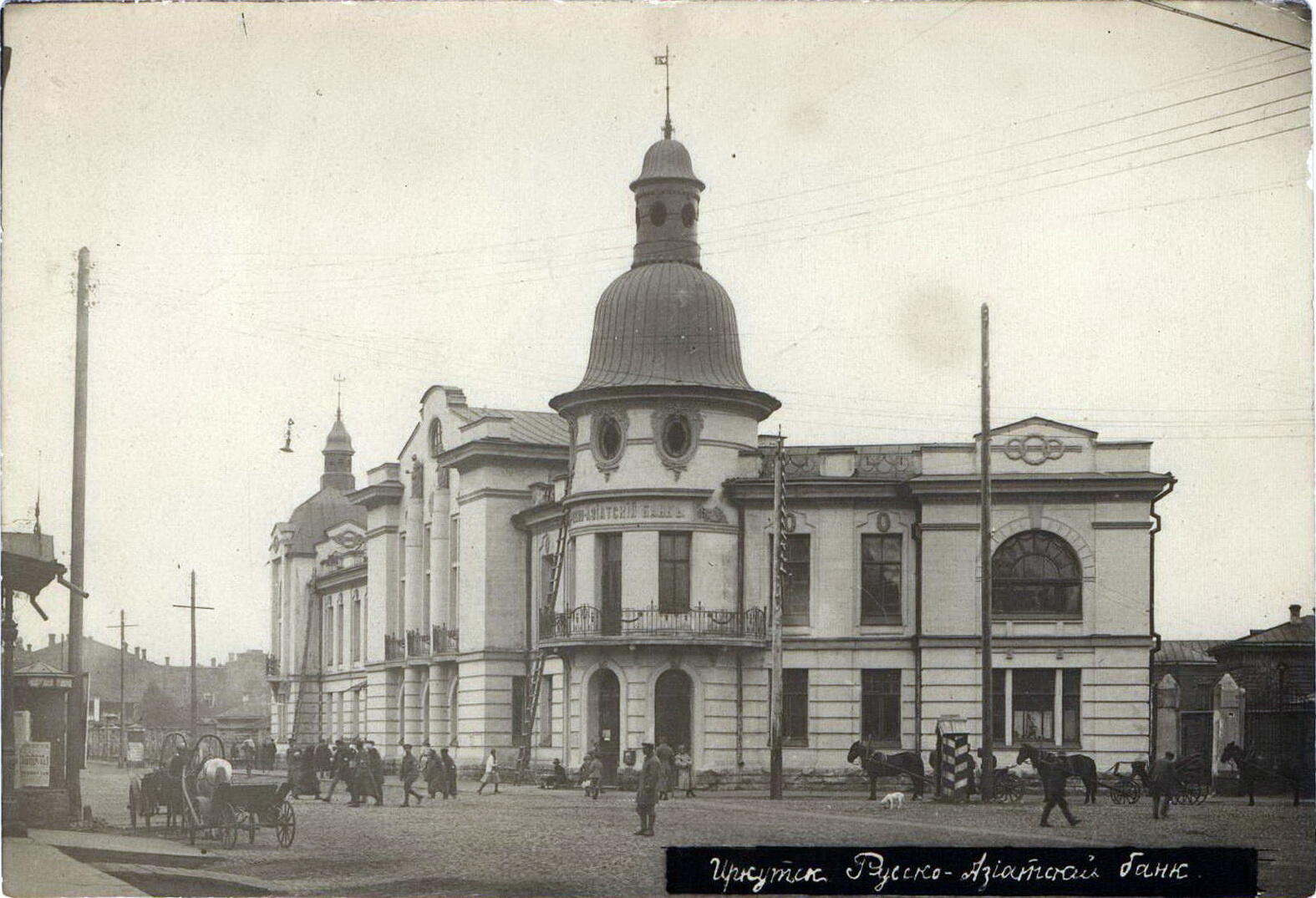
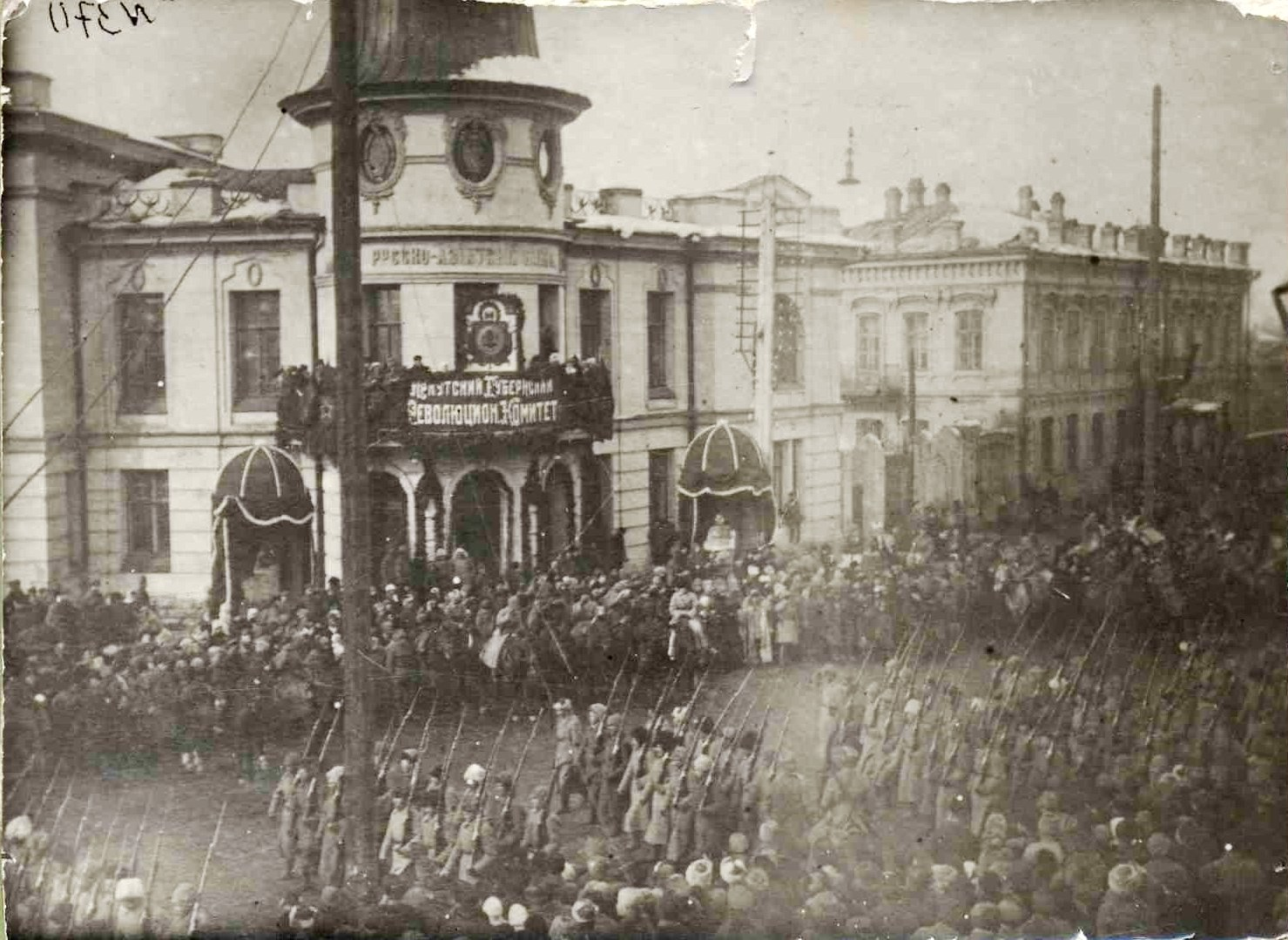
Вступление в Иркутск 5-й Красной Армии, 7 марта 1920 года
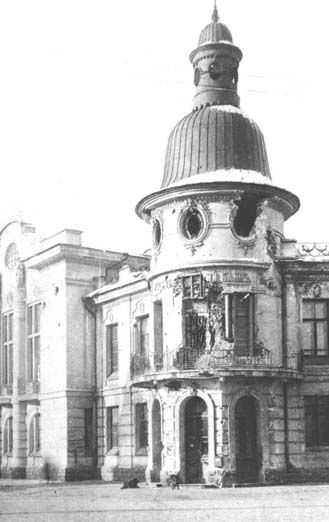
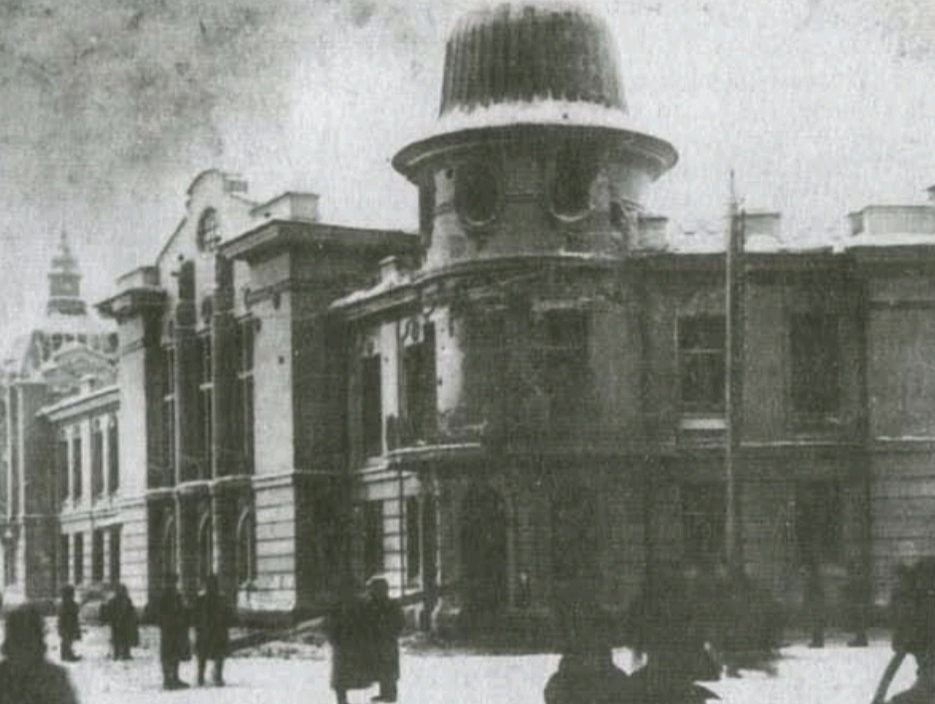
Здание после Декабрьских боёв 1917 года